# 布利尼 (奥布省)
布利尼（法語：Bligny，法語發音：[bliɲi]）是法国奥布省的一个市镇，属于奥布河畔巴尔区。

## 地理
布利尼（48°10'18"N, 4°36'59"E）面积22.74 平方千米，位于法国大東部大區奥布省，该省份为法国中北部省份，北起马恩省，西接塞纳-马恩省，西南至约讷省，东南至科多尔省，东临上马恩省。
与布利尼接壤的市镇（或旧市镇、城区）包括：贝热尔、尚皮尼奥勒-莱蒙德维尔、隆普雷勒塞克、默尔维尔、于尔维尔、维特里勒克鲁瓦塞。

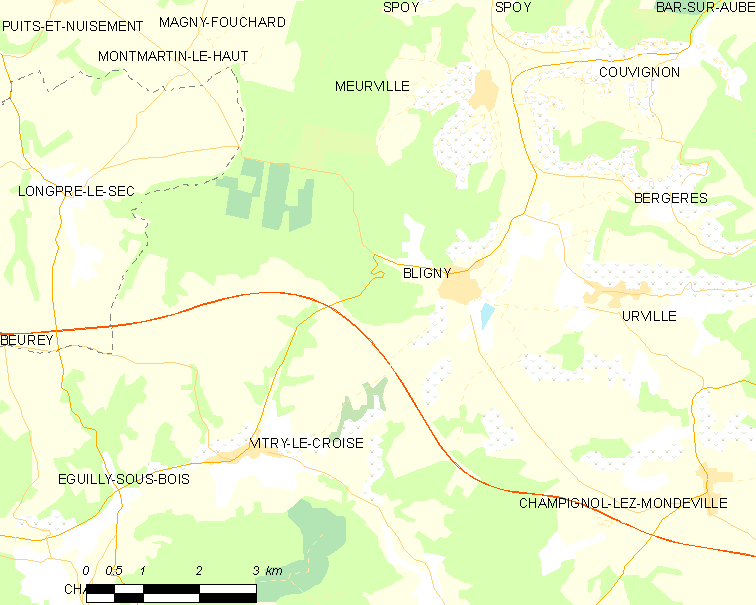
的OSM定位图

布利尼的时区为UTC+01:00、UTC+02:00（夏令时）。

## 行政
布利尼的邮政编码为10200，INSEE市镇编码为10048。

## 政治
布利尼所属的省级选区为奥布河畔巴尔县。

## 人口

1962-2008年间人口变化图示

布利尼于2022年1月1日时的人口数量为161人。